# كين سميث (لاعب كرة قاعدة)
كين سميث (بالإنجليزية: Ken Smith)‏ هو لاعب كرة قاعدة أمريكي، ولد في 12 فبراير 1958 في يونغزتاون في الولايات المتحدة.

## وصلات خارجية
- كين سميث على موقعبيزبول رفرنس.كوم (الدوري الرئيسي) (الإنجليزية)
- كين سميث على موقعبيزبول رفرنس.كوم (الدوري الثانوي) (الإنجليزية)